# Theresa Rebeck
Theresa Rebeck (Kenwood, 19 febbraio 1958) è una drammaturga, sceneggiatrice, scrittrice e regista statunitense.

## Biografia
Diplomata alla Cincinnati's Ursuline Academy nel 1976, si è successivamente laureata all'Università di Notre Dame (Indiana) nel 1980 e ha conseguito tre specializzazioni alla Brandeis University nel Massachusetts, tra cui drammaturgia nel 1986 e storia del melodramma nell'Età vittoriana nel 1989.
La sua prima commedia, Spike Heels, ha debuttato a New York nel 1990. Nello stesso anno ha avuto inizio la sua attività di sceneggiatrice per diverse serie tv, come L.A. Law - Avvocati a Los Angeles e Law & Order - I due volti della giustizia: da questa esperienza, che definirà in seguito "straziante", Rebeck trarrà ispirazione qualche anno più tardi per la sua satira sulla televisione The Family Of Mann.
Nel corso degli anni, le sue opere teatrali sono state rappresentate in numerosi palcoscenici di Broadway e Off-Broadway con interpreti di fama internazionale, tra cui Kevin Bacon in Spike Heels, Bradley Cooper, Julie White e Mark-Paul Gosselaar in The Understudy, Alan Rickman, Jerry O'Connell e Jeff Goldblum in Seminar, Katie Holmes in Dead Accounts, F. Murray Abraham in Mauritius, Tyne Daly e suo fratello Timothy Daly in Downstairs (scritta appositamente per loro). Nel 2003 la sua opera Omnium Gatherum, scritta in collaborazione con Alexandra Gersten-Vassilaros è stata candidata al Premio Pulitzer per la drammaturgia.
Theresa Rebeck è membro del Dramatists Guild e del Lark Play Development Center di New York. Ha insegnato drammaturgia alla Brandeis University, alla Columbia University e all'Università della Houston School of Theatre and Dance. Vincitrice di diversi premi e riconoscimenti, è attualmente la commediografa di sesso femminile più rappresentata ai giorni nostri sui palcoscenici di Broadway.
Gran parte delle sue opere teatrali sono state raccolte nella serie Complete Plays in 5 volumi pubblicata da Smith & Kraus. Con la parziale eccezione di Seminario e Mauritius, rappresentate come esercitazioni di "prove aperte" presso il Centro Sperimentale di Cinematografia, sono rimaste inedite sui palcoscenici italiani fino al 2025, quando finalmente Mauritius è stata portata in scena a Sassari, in prima nazionale, dalla compagnia teatrale "Gli scheletri nell'armadio". 
Oltre che nella scrittura per il teatro, Theresa Rebeck è attiva sin dal 1990 come sceneggiatrice per il cinema e per la televisione: la serie NYPD Blue le ha valso il  Mystery Writers of America Edgar Award e il Writers Guild of America award for Episodic Drama. È del 2008 il suo esordio nella narrativa con il romanzo Three Girls And Their Brother, e del 2016 quello come regista per la trasposizione cinematografica della sua commedia Poor Behavior.
Theresa Rebeck vive attualmente a Brooklyn con suo marito Jess Lynn e i loro due figli, Cooper e Cleo.

## Opere teatrali
- Sex With The Censor (1990) (breve atto unico)
- The Bar Plays (1990) (raccolta di brevi atti unici)
- Spike Heels (1990)
- What We're Up Against (1992) (breve atto unico)
- Candy Heart (1992) (breve atto unico)
- Loose Knit (1993)
- Does This Woman Have A Name? (1993) (breve atto unico)
- The Family Of Mann (1994)
- Sunday On The Rocks (1994)
- View Of The Dome (1996)
- Rhinoceros (1996) (adattamento di Il rinoceronte di Eugène Ionesco)
- Katie And Frank (1996) (breve atto unico)
- The Contract (1997) (breve atto unico)
- Abstract Expression (1998)
- Great To See You (1998) (breve atto unico)
- Walk (1999) (breve atto unico)
- Late Arrival (1999) (breve atto unico)
- The Butterfly Collection (2000)
- Dollhouse (2000) (riadattamento di Casa di bambola di Henrik Ibsen)
- First Day (2000) (breve atto unico)
- Funeral Play (2001) (breve atto unico)
- Josephina (2001) (breve atto unico)
- Talking Shop (2001) (libretto per musical)
- The Actress (2002) (breve atto unico)
- Art Appreciation (2002) (breve atto unico)
- Bad Dates (2003)
- Omnium Gatherum (2003) (in collaborazione con Alexandra Gersten-Vassilaros)
- Train To Brooklyn (2003) (breve atto unico)
- Deliver Me (2003) (breve atto unico)
- Second Dates With Destiny (2003) (libretto per musical)
- The Water's Edge (2004)
- How We Get To Where We're Going (2004) (breve atto unico)
- The Bells (2005)
- Aftermath (2005) (breve atto unico)
- Off Base (2005) (breve atto unico)
- The Scene (2006)
- Mauritius (2006)
- Mary, Mother Of God, Intercede For Us (2006) (breve atto unico)
- The Understudy (2008)
- Our House (2009)
- Open House (2009) (breve atto unico)
- The Novelist (2010) (riadattamento della precedente The Butterfly Collection)
- O Beautiful (2011)
- Seminar (2011)
- Poor Behavior (2011)
- What We're Up Against (2011) (versione estesa del breve atto unico omonimo del 1992)
- Baby Bird (breve atto unico inserito nella raccolta Motherhood Out Loud di autori vari) (2011)
- Dead Accounts (2012)
- Workday (2012) (breve atto unico)
- The Nest (2013) (originariamente intitolata Fever)
- Fool (2014)
- Zealot (2014)
- Seared (2016)
- The Way Of The World (2016) (adattamento di La via del mondo di  William Congreve)
- Downstairs (2017)
- The Two Orphans (2017) (libretto per musical)
- Bernhardt/Hamlet (2018)

## Televisione
Theresa Rebeck è autrice della sceneggiatura di uno o più episodi nelle seguenti serie televisive:
- L.A. Law - Avvocati a Los Angeles, 6 episodi (1986-1994)
- Law & Order - I due volti della giustizia, 4 episodi (1990-2010)
- American Dreamer (1990-1991)
- Dream On, 4 episodi (1990-1996)
- Oltre il ponte, 2 episodi (1991-1993)
- Total Security, 1 episodio (1997)
- Maximum Bob (1998)
- Squadra emergenza, 1 episodio (1999)
- First Wave, 2 episodi (1998-2001)
- Smith, 1 episodio (2007)
- Canterbury's Law, 1 episodio (2008)
- Smash, 5 episodi (2012-2013)
- Copper, 1 episodio (2013)
- The Divide, 1 episodio (2014)
- Hand of God, 1 episodio (2014-2017)
- Of Kings And Prophets, 1 episodio (2016)
- It's a Man's World, 1 episodio (2019)

## Filmografia
- Harriet, la spia, regia di Bronwen Hughes (1996)
- Gossip, regia di Davis Guggenheim (2000)
- Catwoman, regia di Pitof (2004)
- Sunday on the Rocks, regia di Joe Morton (2004) (tratto dall'omonima commedia)
- Seducing Charlie Barker, regia di Amy Glazer (2010) (tratto da The Scene)
- Poor Behavior, regia di Theresa Rebeck (2016)
- Trouble, regia di Theresa Rebeck (2017)
- The Russian Cousin, regia di Theresa Rebeck (2018)
- Secret Team 355 (The 355), regia di Simon Kinberg (2021)

## Altre opere
- Free Fire Zone: A Playwright's Adventures On The Creative Battlefields Of Film, TV, And Theater (2007)
- Three Girls And Their Brother (2008)
- Twelve Rooms With A View (2011)
- I'm Glad About You (2016)

## Premi e riconoscimenti
- Mystery Writers of America's Edgar Award per NYPD Blue
- Writers Guild of America Award for Episodic Drama per NYPD Blue
- Hispanic Images Imagen Award per NYPD Blue
- Peabody Award per NYPD Blue
- National Theatre Conference Award per The Family of Mann
- William Inge New Voices Playwriting Award per The Bells (2003)
- IRNE Award for Best New Play per Mauritius (2007)
- Elliot Norton Award per Mauritius
- PEN/Laura Pels International Foundation for Theater Award (2010)
- Athena Film Festival Award for Excellence (2012)[9]